# هيلدر ريس
هيلدر ريس (مواليد 1 أبريل 1946) هو مبارز بالسيف برتغالي، مثّل بلاده في الألعاب الأولمبية الصيفية 1968.

## روابط رياضية
هيلدر ريس على موقع أوليمبيديا (الإنجليزية)